# Morris Nanton
Morris Nanton (Perth Amboy, 28 september 1929 - aldaar, 15 november 2009) was een Amerikaanse jazzpianist.

## Biografie
Nanton speelde in zijn diensttijd tijdens de Koreaanse Oorlog in de 5th Army Division Band. Hierna studeerde hij aan Juilliard Conservatory of Music in New York. Eind jaren 50 werkte hij met een eigen trio en nam hij, vanaf 1958, meerdere platen op, voor Warner Bros. en Prestige Records, souljazz-platen zoals Roberta (1959), Something We’ve Got (1965) en Soul Fingers (1967). Ook verscheen de single "Troubles of the World“/"The Shadow of Your Smile“. Met bassist Norman Edge trad hij 22 jaar op in Club Cove en begeleidde hij o.m. Mel Tormé, Nel Carter en Barbra Streisand. Zijn voorbeelden waren o.m. Gene Harris en Ramsey Lewis. Zijn repertoire omvatte eigen nummers, zoals 'Something We’ve Got“, populaire filmmuziek ("Black Orpheus“) en pop- en jazzstandards als "Fly Me to the Moon,“, "I’ll Remember April“, "My Man’s Gone Now“ en "Things Ain’t What They Used to Be“.

## Discografie (selectie)
- Roberta – The Original Jazz Performance (Warner, 1959), met Norman Edge, Charlie Persip
- Flower Drum Song (Warner, 1959), met Norman Edge, Osie Johnson
- Preface (Prestige, 1964), met Norman Edge, Oliver Jackson
- Something We’ve Got (Prestige, 1965), met Norman Edge, Al Beldini
- Soul Finger (Prestige, 1967), met Norman Edge, Al Beldini, Johnny Murray Jr., Pucho & The Latin Soul Brothers